# القفز بالزانة في الألعاب الأولمبية الصيفية 2012 - رجال
أقيم نهائي القفز بالزانة رجال في الألعاب الأولمبية الصيفية 2012 يوم 10 أغسطس بالملعب الأولمبي بلندن
الحد الأدنى المؤهل للأولمبيات هو 5.72 م بالنسبة للحد (أ)، و5.60 م بالنسبة للحد (ب)

## الرقم القياسي
الرقم القياسي العالمي والأولمبي للفعالية قبل الألعاب الأولمبية :
| الرقم القياسي العالمي  | 6.14 م | سيرجي بوبكا أوكرانيا  | 31 يوليو 1994 | سيستيريس |
| الرقم القياسي الأولمبي | 5.96 م | ستيفين هوكير أستراليا | 22 أغسطس 2008 | بيجين    |

## المتوجون بالميدالية
| الذهبية              | الفضية            | البرونزية             |
| رينود لافيليني فرنسا | بورن أوتو ألمانيا | رفايل هولزديب ألمانيا |

## اقرأ أيضا
- اتاحة الطاقة

## وصلات خارجية
- الفعالية على موقع الألعاب الأولمبية 2012